# Maja Erkić
Maja Erkić, slovenska košarkarica, * 13. maj 1985, Slovenj Gradec.
Od leta 2015 igra v italijanski Serie A1 za klub Passalacqua Ragusa.. Je tudi članica Slovenske ženske košarkarske reprezentance.

## Klubska kariera
- Celje (2004–2006, 2014-2015)
- Celta de Vigo (2006–2008), Rivas Ecópolis (2012–2014)
- Atletico Faenza (2008–2010), Famila Schio (2010–2012)